# Chutney
Chutney je aromatičan i začinjen umak koji može biti slatko - kiselog ili ljuto - slatkog okusa, koji se obično povezuje s kuhinjama indijskog potkontinenta. Izrađuje se u raznim oblicima i s raznim dodacima od kombinacija začina, povrća i voća. Tradicionalno se priprema od: voća ili povrća kao glavnog sastojka (npr. mango, jabuka, rajčica, menta), začina (đumbir, češnjak, čili, kumin), octa ili soka od limuna za kiselost, šećera ili drugog zaslađivača te ponekad orašastih plodova.
Chutney se često koristi kao: prilog uz curry jela, namaz za sendviče, dodatak uz meso, posebno janjetinu, kao umak za grickalice i indijske snackove i dr. Postoje brojne inačice chutneyja - od vrlo blage do izrazito ljute, te od rijetke do guste konzistencije. U indijskoj kuhinji ima sličnu ulogu kao što začinski umak, namaz ili džem imaju u zapadnoj kuhinji.
Jednostavan začinjeni chutney potječe iz 500. godine pr. Kr. Podrijetlom iz Indije, postao je s vremenom popularan i u Velikoj Britaniji, na Karibima, u Africi i u drugim dijelovima svijeta. 
U Indiji postoje mnoge inačice chutneya koji se svježe pripremaju i poslužuju uz jela kao što su dosa i idli. Chutney također daje curryju ili jelima od riže dodatnu komponentu okusa i zahvaljujući često visokom udjelu masti, ublažava tipičnu ljutinu indijskih jela. Južnoindijski chutneyi u pravilu se temelje na pireu od kokosa te se po želji obogaćuju drugim sastojcima, začinima i biljem (npr. čilijem, mentom ili korijanderom). Traju nekoliko dana u hladnjaku. Postoje i varijante temeljene na povrću ili voću (npr. patlidžan ili mango), često s okusom tamarinda ili amchura.
Uobičajena inačica u englesko-indijskoj kuhinji koristi kiselo voće, kao što su trpke jabuke, ukiseljenu rabarbaru ili damson, koje se razrjeđuje s jednakom količinom šećera (obično demerara ili smeđi šećer koji zamjenjuje jaggery u nekim indijskim slatkim chutneyima). Receptu za chutney na engleski način dodaje se ocat, koji ima za cilj tradicionalno dug rok trajanja, tako da se jesensko voće može sačuvati za cjelogodišnju upotrebu (kao i džemovi, želei i kiseli krastavci) ili prodati kao komercijalni proizvod. Indijski kiseli krastavci koriste ulje gorušice kao sredstvo za kiseljenje, dok anglo-indijski chutney koristi ocat ili jabučni ocat, koji daju blaži proizvod koji se u zapadnjačkoj kuhinji često jede s tvrdim sirom ili hladnim mesom i peradi, obično u pubovima.

## Galerija
- Svježi chutney od kokosa.
- Chutney s mentom.
- Sastojci za chutney od šljiva.
- Chutney od rajčica.